# Medalla per l'Alliberament de Varsòvia
La Medalla per l'Alliberament de Varsòvia (Rus: Медаль «За освобождение Варшавы» - Transliterat: Medal "Za osvobojdenie Warxavy") és una medalla de la Guerra Ofensiva de la Gran Guerra Patriòtica, creada el 9 de juny de 1945 per Stalin i atorgada a tots els soldats de l'Exèrcit Roig, Marina, Tropes del Ministeri d'Interior (MVD) i Tropes del Comitè de Seguretat de l'Estat (NKVD) que van participar en l'alliberament de Varsòvia entre el 14 i el 17 de gener del 1945, així com als organitzadors i dirigents de les operacions de combat.
Va ser instituïda pel Decret de la Presidència del Soviet Suprem de l'URSS del 9 de juny de 1945, després de la petició del Comissariat del Poble. El reglament, disseny i descripció van ser publicats a la Gaseta del Soviet Suprem de l'URSS num. 34 de 1945. Penja a l'esquerra del pit i se situa després de la Medalla per l'Alliberament de Belgrad.
La seva concessió es realitzà en nom de la Presidència del Soviet Suprem de l'URSS, segons els documents que certifiquessin la participació real en l'alliberament de Varsòvia. Va concedir-se sobre unes 760.000 vegades, i 200 dels receptors van ser nomenats Herois de la Unió Soviètica.
El 19 d'abril de 1945 el Cap de la rereguarda de l'Exèrcit Roig, General d'Exèrcit Hrulev ordenà al Comitè Tècnic de la Direcció Principal d'Intendència l'elaboració de projectes per crear condecoracions per la conquesta i l'alliberament de ciutats fora dels límits de la Unió Soviètica, projecte que va atraure a molts pintors. La presentació dels primers esbossos tingué lloc el 24 d'abril, i només 6 dies després ja es va presentar una sèrie de projectes. Finalment s'examinaren més de 10 dibuixos, molts dels quals estaven basats en la idea de la cooperació militar i l'amistat entre els soldats soviètics i els polonesos, que havien lluitat junts per aconseguir alliberar el país dels nazis. Finalment es va escollir el disseny de la pintora Kuritsina (el conegut pintor N. Moskalev també presentà un disseny).
Pel decret de la Presidència del Soviet Suprem de l'URSS de 5 de febrer de 1951 s'establí que la medalla i el seu certificat quedarien en mans de la família després del traspàs del receptor, com a homenatge i recordatori (abans del decret s'havien de tornar a l'Estat).
Tot i que només es podia concedir un únic cop, són coneguts els casos en què la concessió de la medalla es repetí.
Juntament amb la medalla es concedia un certificat acreditatiu.

## Disseny
La medalla de llautó de 32mm de diàmetre. A l'anvers apareix la inscripció "ЗА ОСВОБОЖДЕНИЕ " ("Per l'Alliberament") i al centre, sobre una cinta "ВАРШАВЫ" ("Varsòvia"). A sota hi ha una estrella de 5 puntes de la qual surten raigs. Al revers apareix la data de l'alliberament de la ciutat "17 января 1945" (17 de gener de 1945), i a la part superior, hi apareix una nova estrella de 5 puntes. Totes les inscripcions i imatges són convexes.
La medalla se suspèn d'un galó pentagonal de 24mm d'ample, cobert d'una cinta de seda de muaré blava. Al centre hi ha una franja vermella de 8mm, i a les puntes hi ha una franja groga.